# Mbengwi
Mbengwi est une commune (Mbengwi Council) du Cameroun située dans la région du Nord-Ouest et chef-lieu du département de la Momo. C'est aussi le siège d'une chefferie traditionnelle de 2e degré.

## Population
Lors du recensement de 2005, la commune comptait 31 591 habitants, dont 10 961 pour Mbengwi Ville.
La langue principale est le metaʼ.

## Organisation administrative de la commune
Outre Mbengwi proprement dit, la commune comprend les villages suivants :
- Barakwe
- Bessi-Fomukong
- Chenam
- Chup
- Gundom
- Guneku
- Ka
- Kob
- Kobenyang
- Mbemi
- Munam
- Ngwokwong
- Ngyen
- Njah-Etu
- Njekwo
- Njemetu
- Njindom
- Njinibi
- Nyen
- Toneku
- Tuanyang
- Tudig
- Tugi
- Wumnebit
- Wumnebug
- Zang-Tabi
- Zang-Tembeng

## Climat
La commune se situe à la transition entre les zones forestières et la région des savanes des hauts plateaux, le Grassland, de l’ouest du Cameroun. Le secteur alterne deux saisons : une saison humide de mars à septembre avec une pluviométrie moyenne de 2022mm, et une saison sèche le reste de l’année avec une période transitoire vers le mois d’octobre. La période des pluies rend les déplacements difficiles dans la commune en raison de l’impractibilité des routes en terre.
La température maximale annuelle est de 30 °C. Les températures fluctuent fortement lors de la saison sèche avec des températures très froides la nuit et élevées le jour.

## Sols et relief
La commune se caractérise par un relief prononcé avec une longue vallée entourée de montagnes culminant à 1500m de haut. La vallée est favorable aux implantations humaines avec 95% de la population y vivant. Ce relief prononcé rend difficile les déplacements dans la commune et rend les terres plus sensibles au risque d’érosion.
Plusieurs sources prennent naissances dans les montagnes. La commune est traversée par deux rivières : Abi et Mezam. La rivière Albi s’accompagne d’une chute d’eau propice à la production d’électricité mais dont le potentiel n’est pas exploité.
La prédominance de sols fertiles et d’alluvions dans la vallée et au long des rivières est favorable à la culture agricole. Les sols montagneux sont moins riches mais s’avèrent favorables aux plantes de pâturage.
La commune possède des ressources minérales : des pierres, du sable, des argiles et dans le secteur de Bome Zone, de la craie. L’extraction, souvent illégale, de ces ressources contribuent aux revenus des familles localement.

## Flore et faune
La végétation du type savane est dominante, en particulier dans les montagnes et les collines. La végétation de la vallée est constituée en grande majorité des plantations de palmiers et d’arbres fruitiers, tandis que la forêt est plus présente à l’ouest de la commune avec des plantations commerciales comme le cacao.

## Personnalités nées à Mbengwi
- Fomudam Rose Ngwari, femme politique, ministre